# Pan Bendito (metrostation)
Pan Bendito is een metrostation in het stadsdeel Carabanchel van de Spaanse hoofdstad Madrid. Het station werd geopend op 16 november 1998 en wordt bediend door lijn 11 van de metro van Madrid.